# Pape Diouf (politique)
Pour les articles homonymes, voir Diouf et Pape Diouf.
Pape Diouf est un homme politique sénégalais. 

## Biographie
Natif de Lambaye, l'une des communautés rurales du département de Bambey, il a été ministre de l'Agriculture et de la Pêche entre 2000 et 2004 et entre 2012 et 2013. 
Il est maire de la commune de Bambey de 2000 à 2009.
De 2012 à 2013, il est ministre de la Pêche et des Affaires maritimes puis, de 2013 à 2014, ministre de l’Hydraulique et de l’Assainissement dans les gouvernements d'Abdoul Mbaye et d'Aminata Touré.